# Avião leve

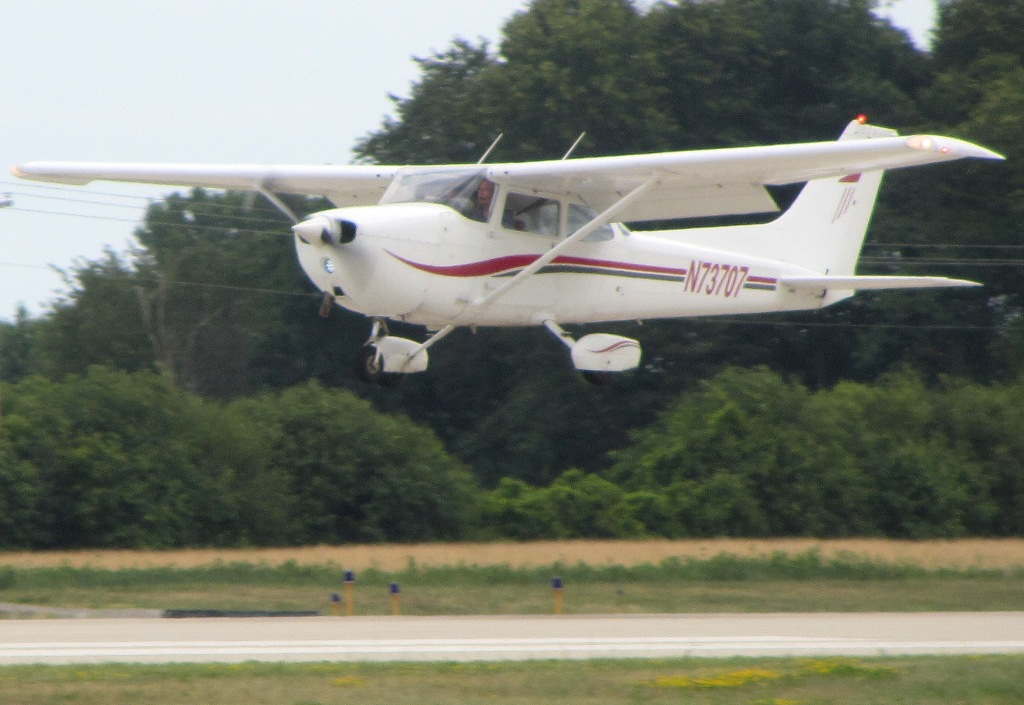
Um avião leve típico: o.

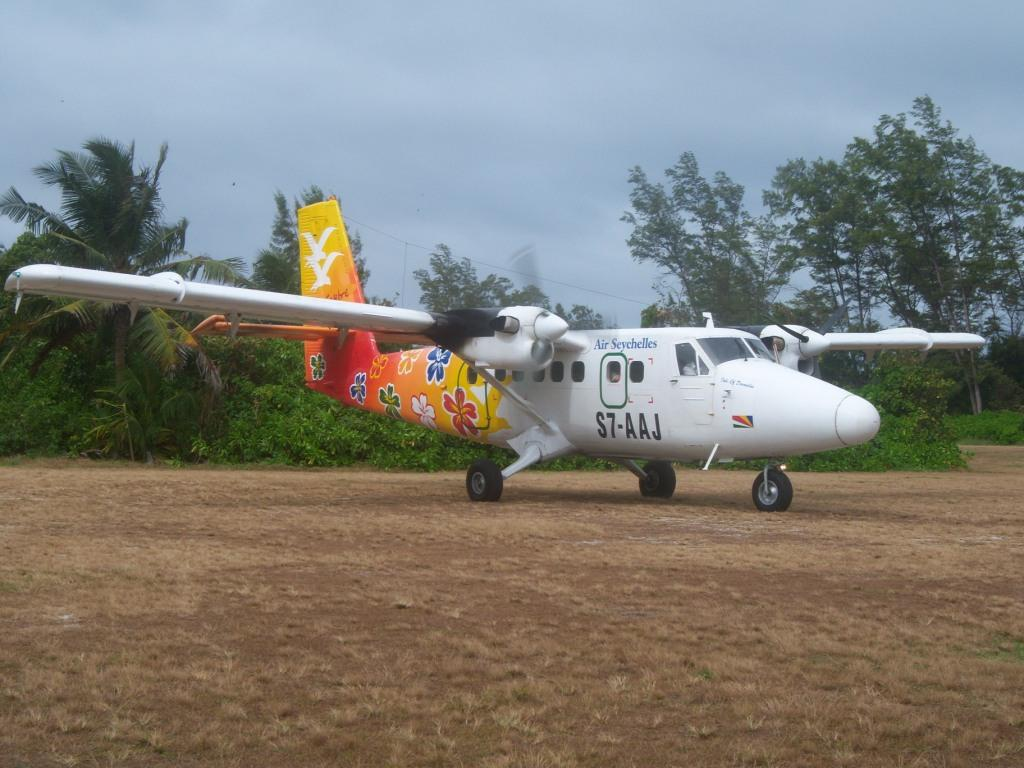
Com peso bruto máximo de decolagem de 12.500 lbs, o DHC-6 Twin Otter é um exemplo do limite superior para a cetegoria de aviões leves.

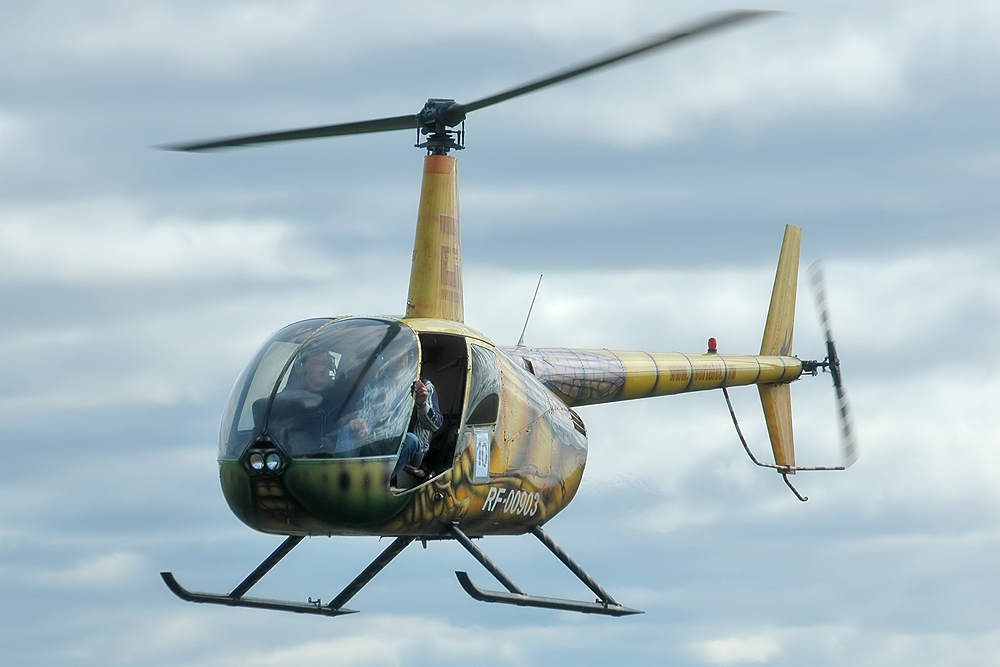
Um helicóptero leve Robinson R44.

Avião leve ou avião ligeiro é uma aeronave com peso bruto máximo de decolagem de 12.500 lb (5.670 kg) ou menos.
Aviões leves são usadas comercialmente para transporte de passageiros e carga, turismo, fotografia e outras funções, bem como uso pessoal.
Exemplos de aeronaves com peso bruto máximo de decolagem para esta categoria incluem o de Havilland Canada DHC-6 Twin Otter e o Beechcraft B200 Super King Air.

## Utilização
Os usos incluem levantamento aéreo, como monitoramento de dutos, operações de carga leve, como "alimentação" de hubs de carga, e operações de passageiros. Aeronaves leves são usadas para fins de marketing, como reboque de banner e "skywriting" (com fumaça) e instrução de vôo. A maioria das aeronaves pessoais são aeronaves leves, sendo o mais popular na história o Cessna 172 e o mais popular na história moderna o Cirrus SR22 e o helicóptero Robinson R44. Aviões leves maiores, como os bi-turboélices e jatos leves, são frequentemente usados como aeronaves executivas. A maioria dos hidroaviões também se enquadra na categoria de aeronaves leves.